# دعاية تحريضية
مصطلح الدعاية التحريضية  يشير إلى نشر الأفكار بشكل مقصود وحثيث. نشأ هذا المصطلح في الاتحاد السوفيتي، وكان يُطلق على وسائل الإعلام الجماهيرية، مثل الأدب، والمسرحيات، والكتيّبات، والأفلام، وسائر الأشكال الفنية التي تحمل رسالة سياسية صريحة تؤيّد الشيوعية. 

## الاستخدامات
خلال الحرب الأهلية الروسية، اتخذت الدعاية التحريضية أشكالاً مختلفة:

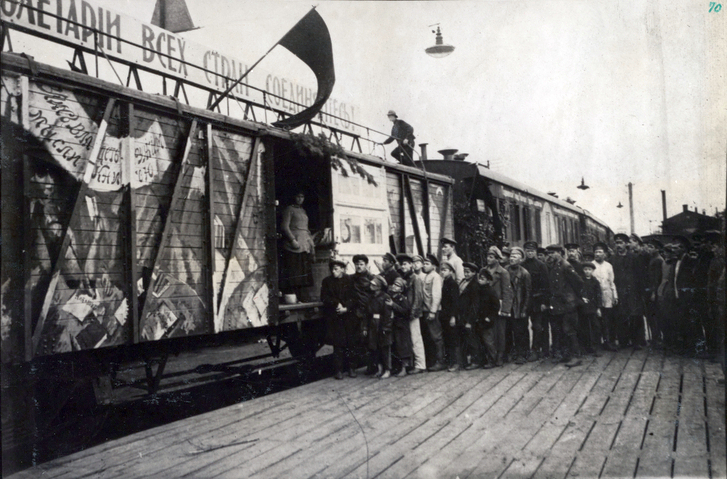
صورة لقطار الدعاية البلشفية

- استخدام الصحافة: كانت الاستراتيجية البلشفية منذ البداية تهدف إلى الوصول إلى الوسيلة الأساسية لنشر المعلومات في روسيا، وهي الصحافة. فقد عاودت صحيفة "برافدا" الاشتراكية الظهور عام 1917، بعد أن أُغلقت بفعل الرقابة القيصرية قبل ذلك بثلاث سنوات. تولّى تحرير صحيفة برافدا عددٌ من البلاشفة البارزين مثل كامينييف وستالين وبوخارين، أثناء الثورة وبعدها، فتحوّلت إلى منبر للدعاية التحريضية البلشفية. ومع تراجع شعبية ونفوذ الصحافة القيصرية والبرجوازية، تمكّنت برافدا من أن تصبح المصدر الرئيسي للمعلومات المكتوبة لدى السكان في المناطق الخاضعة لسيطرة الجيش الأحمر.

- شبكات التحريض الشفهي: أدركت القيادة البلشفية أنّ بناء نظام دائم يتطلب كسب دعم الكتلة الكبرى من الفلاحين الروس. لهذا الغرض، نظّم لينين حزبًا شيوعيًّا استقطب الجنود المسرّحين وغيرهم من المؤيّدين المحتملين للفكر البلشفي، فزوّدهم بلباس موحّد وأرسلهم إلى الأرياف للتحريض بين الفلاحين. أسهمت هذه الشبكات الشفهية في إيصال الخطاب الشيوعي إلى المناطق الريفية المعزولة، موسّعةً بذلك نفوذ الحزب.
- القطارات والسفن التحريضية: وسّع البلاشفة نطاق هذه الشبكات الشفهية بالاستعانة بوسائل النقل الحديثة للوصول إلى أعماق روسيا. كانت القطارات والسفن التحريضية تقلّ المروّجين المجهّزين بالنشرات والملصقات وسائر أشكال الدعاية التحريضية. احتوت بعض عربات القطارات على دراجات نارية وسيارات لإيصال المواد الدعائية إلى البلدات الريفية البعيدة عن خطوط السكك الحديدية. وأدّى ذلك إلى امتداد النشاط التحريضي نحو أوروبا الشرقية، حيث أُنشئت محطّات دعائية تحوي مكتبات للدعاية. كما زُوّدت هذه القطارات بالمذاييع وبمطابع متنقلة، تتيح لها إرسال تقارير إلى موسكو حول الوضع السياسي في كل منطقة، وتلقّي التعليمات لطباعة مواد دعائية مخصّصة للموقف المحلي.
- حملة محو الأمية: كانت أغلب فئات المجتمع الفلاحي الروسي عام 1917 أمّيّة، مما أعاق تأثير الدعاية المكتوبة. أُسِّس ما عُرف باسم مفوضية الشعب للتنوير لتقود الحرب على الأمّية. في عام 1919، جرى تدريب عدد من المعلّمين وإيفادهم إلى الريف لتدريب معلّمين آخرين وتوسيع العملية إلى شبكة من مراكز محو الأمية. أُلفت كتب دراسية جديدة تشرح الفكر البلشفي للمواطنين الذين أصبحوا متعلمين حديثًا، كما تم توسيع برامج التعليم داخل الجيش.